# Wrestle Grand Slam in Tokyo Dome
Wrestle Grand Slam in Tokyo Dome fue un evento de lucha libre profesional producido por la empresa New Japan Pro-Wrestling (NJPW), que tuvo lugar el 25 de julio de 2021 desde el Tokyo Dome en Tokio, Japón.

## Producción
El 4 de marzo, durante el evento NJPW 49th Anniversary Event, fue anunciado oficialmente el evento, el cual marcaba un hito como el primer evento de NJPW en ser realizado en el Yokohama Stadium, y el primer evento en 16 años, además de Wrestle Kingdom, en ser realizado en el Tokyo Dome fuera del mes de enero. Sin embargo, el 7 de mayo, tuvo que ser pospuesto debido a la extensión del estado de emergencia por la pandemia de COVID-19. Finalmente, el 16 de junio, el evento que iba a tener lugar en el Tokyo Dome fue reagendado para el 25 de julio, mientras que el evento en el Yokohama Stadium fue cancelado.

## Antecedentes
El 4 de abril, en el evento Sakura Genesis, Will Ospreay ganó el Campeonato Mundial Peso Pesado de la IWGP tras derrotar a Kota Ibushi, y retó a Kazuchika Okada a una lucha por su campeonato al demandar una revancha contra él por su derrota en Wrestle Kingdom 15.

## Resultados
En paréntesis se indica el tiempo de cada combate:
- Pre-Show: Chase Owens ganó la New Japan Rumble with Handcuffs y ganó el Campeonato KOPW 2021 (35:36).
  - Owens eliminó finalmente a Toru Yano, ganando la lucha.
  - Los otros participantes fueron: Great-O-Khan, Tomoaki Honma, Togi Makabe, Douki, Tigers Mask IV, Yoshinobu Kanemaru, Minoru Suzuki, Sho, Yoh, Yuji Nagata, Satoshi Kojima, Hiroyoshi Tenzan, Bushi, Master Wato, Dick Togo, Tomohiro Ishii, Yujiro Takahashi, Yoshi-Hashi, Hirooki Goto y Kenta.
  - Los luchadores también podían ser eliminados al ser esposados a las cuerdas del ring o en el área de ringside, donde debían permanecer durante el resto de la lucha.
- Bullet Club (El Phantasmo & Taiji Ishimori) derrotaron a Mega Coaches (Rocky Romero & Ryusuke Taguchi) y retuvieron el Campeonato en Parejas Peso Pesado Junior de la IWGP (20:56).
  - El Phantasmo cubrió a Taguchi después de un «CR2».
- Robbie Eagles derrotó a El Desperado y ganó el Campeonato Peso Pesado Junior de la IWGP (19:56).
  - Eagles forzó a El Desperado a rendirse con un «Ron Miller Special».
- Kazuchika Okada derrotó a Jeff Cobb (con Great-O-Khan) (19:23).
  - Okada cubrió a Cobb con un «Inside Cradle».
- Dangerous Tekkers (Taichi & Zack Sabre Jr.) derrotaron a Los Ingobernables de Japón (SANADA & Tetsuya Naito) y ganaron el Campeonato en Parejas de la IWGP (37:58).
  - Sabre cubrió a Naito con un «European Clutch».
- Shingo Takagi derrotó a Hiroshi Tanahashi y retuvo el Campeonato Mundial Peso Pesado de la IWGP (37:26).
  - Takagi cubrió a Tanahashi después de un «Last of the Dragon».
  - Después de la lucha, EVIL atacó a Takagi y lo desafió a una lucha por el campeonato.
  - Originalmente Kota Ibushi iba a ser el rival de Takagi, pero fue reemplazado por Tanahashi debido a un caso de neumonía aspirativa.
  - Esta lucha fue calificada con 5 estrellas por el periodista Dave Meltzer.